# Messerschmitt KR 175
Pour les articles homonymes, voir Messerschmitt.
Les Messerschmitt KR 175 et KR 200 Kabinenroller sont des véhicules tricycles biplaces en tandem construit par Fritz Fend sous le nom de marque Messerschmitt au début des années 1950. L'abréviation KR est tirée du terme allemand Kabinenroller (scooter à cabine). Le chiffre indique la cylindrée (175 ou 200 cm3).

## Historique
Après la capitulation de l'Allemagne à la fin de la Seconde Guerre mondiale, la population comptait un très grand nombre de blessés handicapés. L'ingénieur Fritz Fend (en) avait travaillé pendant la guerre sur le premier chasseur à réaction Messerschmitt Me 262. Malgré les menaces que représentait le plan Morgenthau (détruire le tissu industriel pour transformer l'Allemagne en un pays uniquement agricole), Fend commença à étudier des véhicules mus par la force musculaire.
Une première série de véhicules spécialement conçus pour les personnes amputées des jambes vit le jour en 1947. Un levier à bras actionnait les roues. La première voiturette carrossée, baptisée "'Flitzer'" (trad. libre : « fend-la-bise ») roulait dans Rosenheim, prouvant qu'il est possible d'aller deux fois plus vite qu'à vélo tout en étant protégé contre les intempéries. En 1948, il monte un moteur Victoria de 38 cm3 et atteint 40 km/h avec 1 ch. Jusqu'en septembre 1950, Fend vend 100 exemplaires du Flitzer. Les roues de vélo avaient entre-temps été remplacées par des roues à pneus de brouette. La roue arrière reste une roue de vélo. L'habitacle était transparent, dira Fend, tant à cause de l'étroitesse du véhicule que pour des raisons psychologiques, et réalisé à l'aide de matériel gonflable pour toiture. Par beau temps, il devenait un cabriolet. Jusqu'à fin 1951, le 'Flitzer' de Fend, équipé d'un moteur Riedel de 4,5 ch et refroidissement forcé, fut fabriqué en 150 exemplaires. Il pouvait même gravir la route qui mène au sommet du Grossglockner.

### Messerschmitt KR 175 - 200

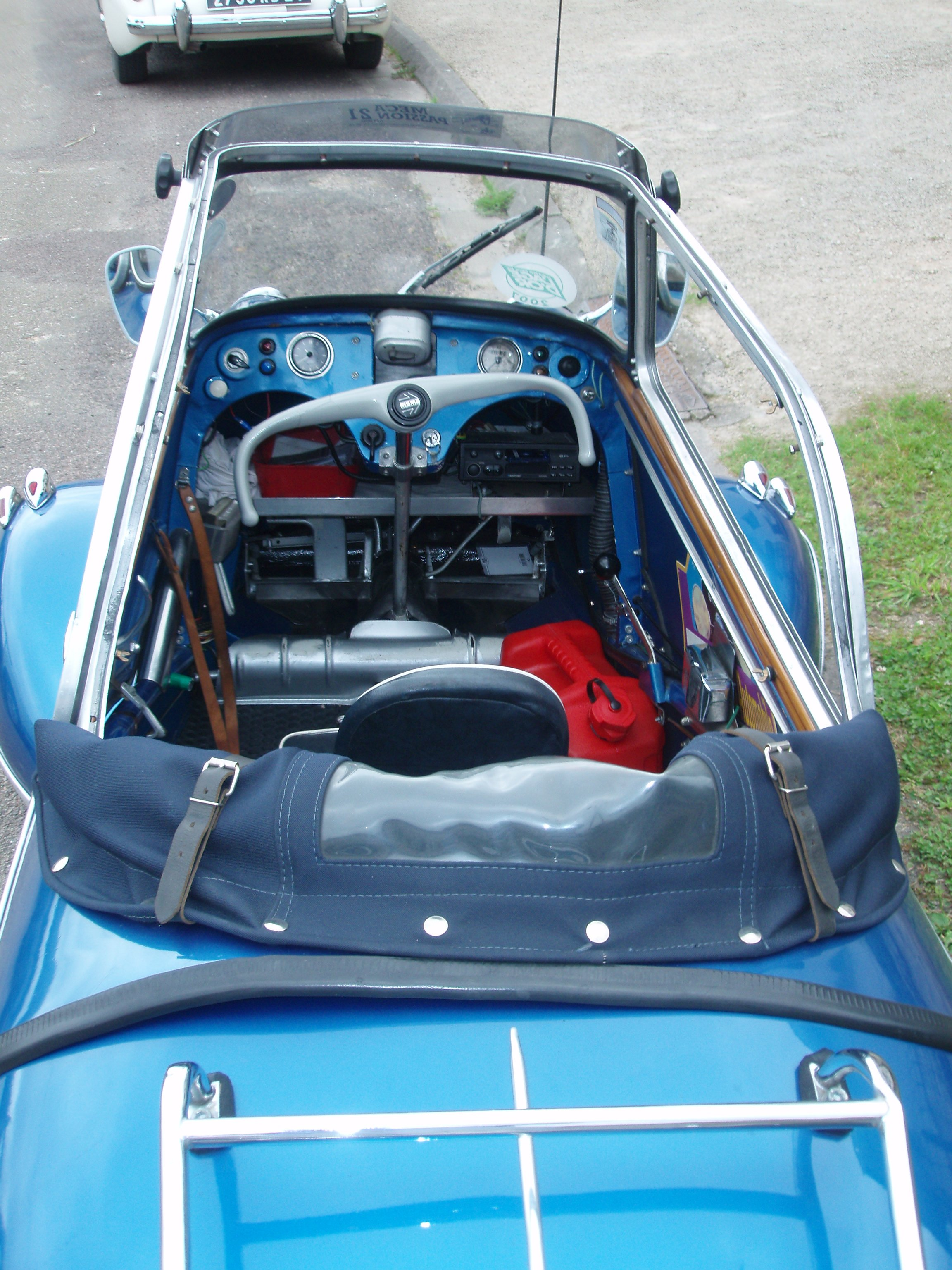
Cockpit du Kabinenroller avec le guidon.

En raison du manque de place, Fend cherche de nouveaux locaux. Grâce au professeur Willy Messerschmitt qui intercède en sa faveur, il peut utiliser les hangars vides de la société de Ratisbonne Stahl- und Metallbau (RSM). La seule condition étant de faire de ce véhicule une voiturette à deux places. Les travaux de développement restent à Rosenheim. Willy Messerschmitt était un partisan fanatique de la construction légère et sa devise était : « tout ce qui ne casse pas est surdimensionné ! »
Le bruit qui courait selon lequel le Kabinenroller, appelé Karo (rappelant la forme abrégée du prénom Karoline), comporterait des éléments du fameux chasseur Me 109, fut un vrai coup de pub. Sa forme aérodynamique, l'accès à bord par basculement de la verrière en plexiglas, la disposition biplace en tandem et la recherche de légèreté sont des points communs avec un avion.
Au salon automobile de Genève de 1953, le KR 175 fit sa première apparition. La production journalière était de 90 exemplaires. Son prix se montait à 2 100 marks. Il fut peu à peu amélioré et équipé d'un embrayage au pied et d'une marche arrière.
Vu la technologie très motocycliste du moteur Sachs 2 temps, la marche arrière est inhabituelle : un moteur 2 temps ayant un sens de rotation réversible (moyennant une deuxième paire de vis platinées convenablement décalée par rapport au PMH du piston), faire une marche arrière avec le KR impose de stopper le moteur, puis de basculer un commutateur dédié pour mettre en service le second jeu de vis platinées et inverser le sens du démarreur (en fait une Dynastart, hybride de dynamo et de démarreur, directement en prise sur le vilebrequin), avant de remettre le moteur en route. Corollaire de ce montage, il est possible de passer toutes les vitesses en marche arrière, certains conducteurs téméraires s'amusant même à rouler à toute allure dans le mauvais sens...

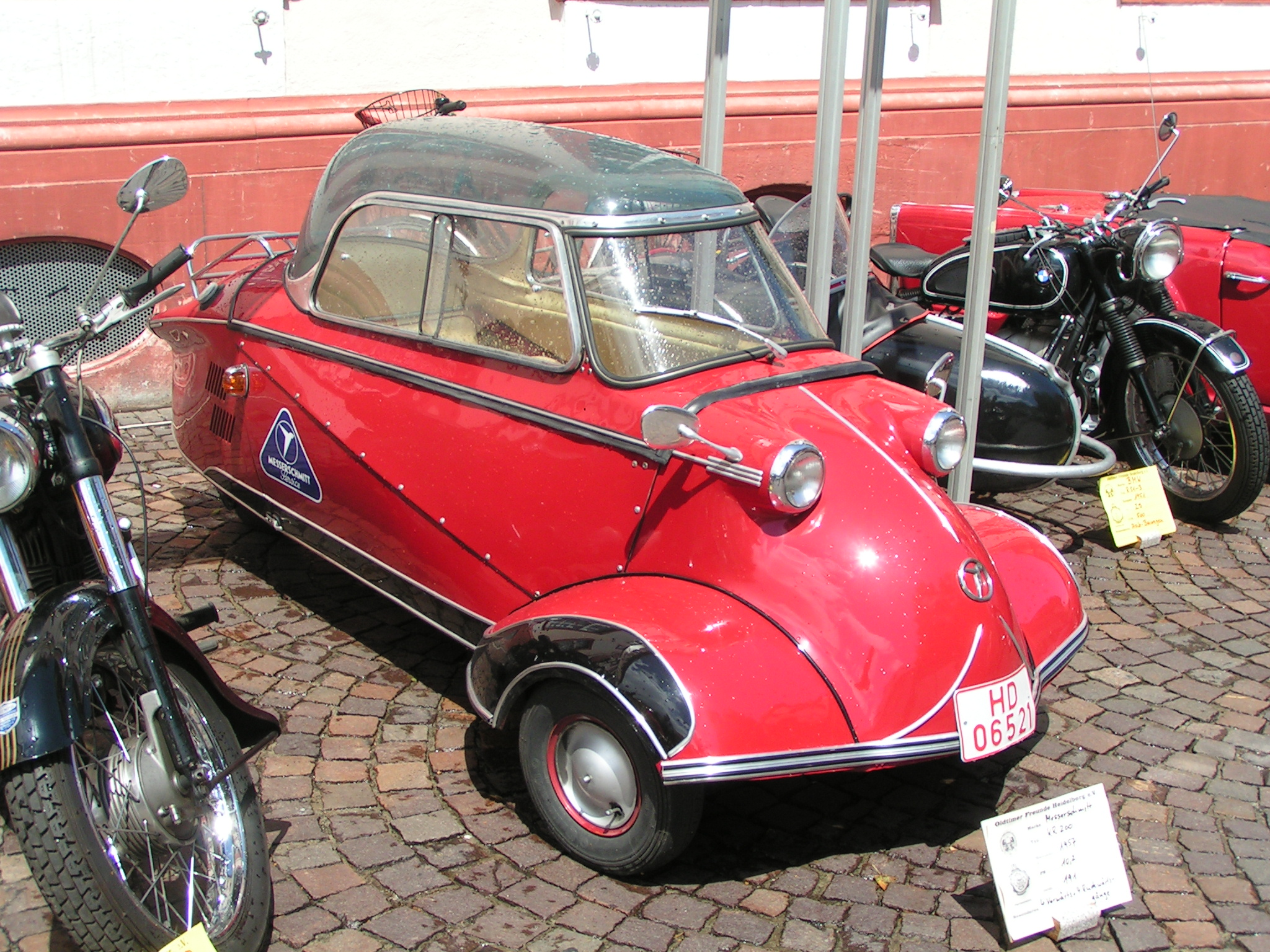
Un KR 200.

Au printemps 1955, ce fut le tour du KR 200 de voir le jour. Les ventes de cette année-là atteignirent 12 000 véhicules pour un prix unitaire de 2 500 marks. Ce fut aussi l'apogée. En l'espace de 24 h, il établit pas moins de 25 records du monde sur la piste du circuit d'Hockenheim. Équipé d'un moteur de 13 ch, il poussait des pointes à 130 km/h !

### FMR et le Tgr 500 "Tiger"

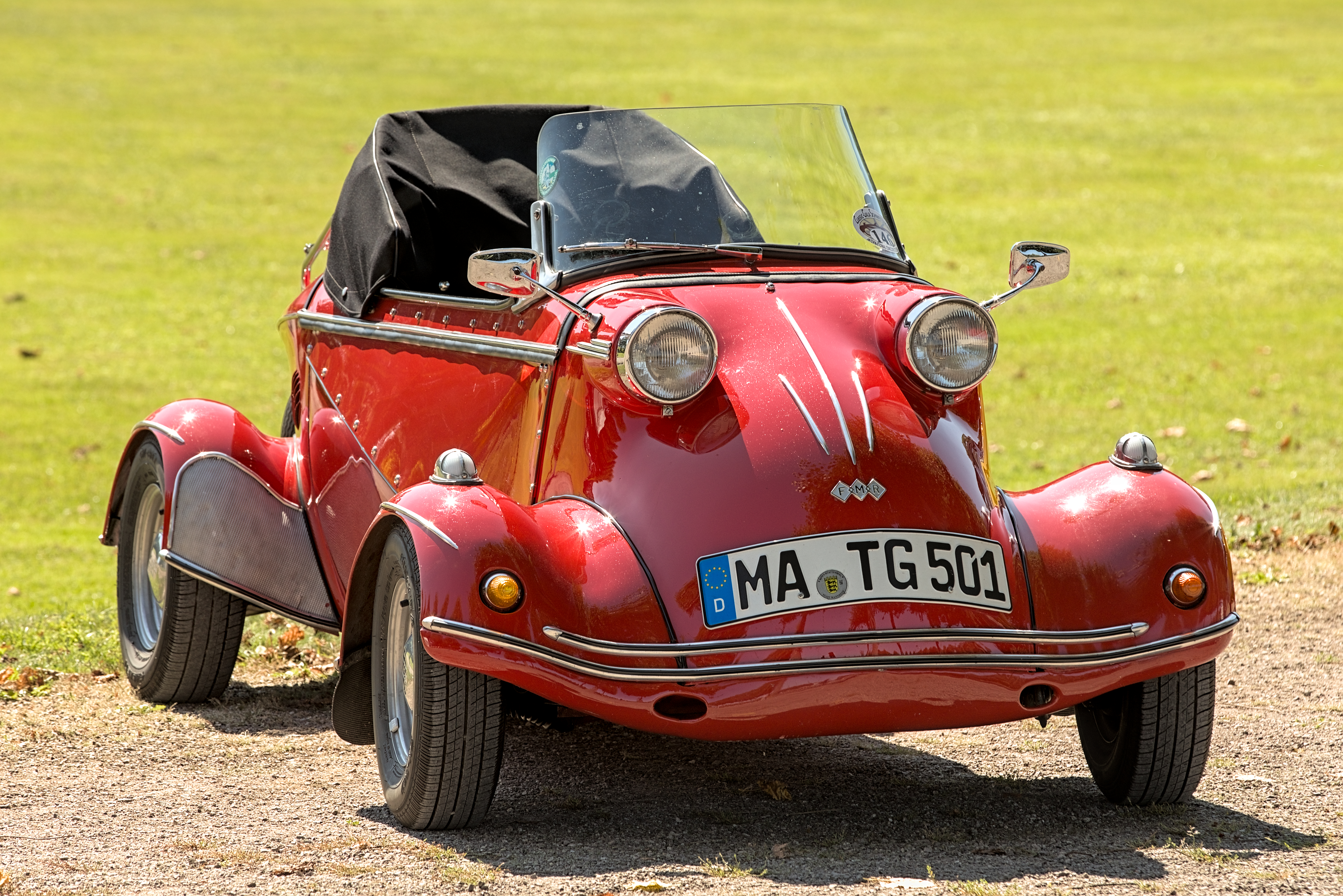
Un FMR Tgr 500.

Le 15 janvier 1957, Messerschmitt abandonne toutes les activités non reliées à l'aéronautique afin de pouvoir bénéficier des aides gouvernementales destinées à soutenir la reconstruction d'une industrie aéronautique en Allemagne.
La société Fahrzeug- und Maschinenbau Regensburg (de) (FMR) reprend la production.
- Septembre 1957 : essais d'un véhicule à 4 roues appelé Tiger conçu comme successeur « sport » du modèle tricycle. Le Tgr 500 est souvent nommé Tiger (tigre) mais cette appellation est semi-officielle pour des raisons de paternité de marque : en effet Krupp produit un modèle de camion nommé Tiger et Panhard a déposé le nom « Tigre » pour toutes les versions "gonflées" de son moteur bicylindre à plat équipant les Dyna Z , PL 17 et 24 Ct. Le moteur est cette fois un bicylindre 2T de 500 cm3 toujours fourni par Fichtel und Sachs, installé en porte-à-faux arrière, il propulse le Tgr 500 de série à 130 km/h, bien plus qu'une voiture populaire contemporaine comme les 2CV Citroën ou 4CV Renault de l'époque et quasiment autant que la petite voiture de sport anglaise Austin-Healey Sprite. Le passage en 4 roues impose la présence d'un différentiel qui fait carter commun avec la boîte de vitesses. La marche arrière est cette fois mécanique (sans inversion de la rotation du moteur). La carrosserie reste très voisine du modèle 3 roues, une stricte 2 places en tandem, façon moto ou cockpit d'avion de chasse, alors que par exemple la Vespa 400 , comparable mais plus automobile d'aspect offre deux mini places arrière pour des enfants. Le carénage de la poupe est élargi et incorpore un logement de roue de secours disposée à la façon du "continental kit" de certaines voitures américaines.
- 2 mai 1958 : présentation du Tg 500. Son prix de 3 650 marks rebute la clientèle.
- Début 1964 : arrêt de la production pour cause de non-rentabilité.

## Une Messerschmitt au cinéma
La KR 175 est visible dans le film Brazil de Terry Gilliam, ainsi que dans le film La Famille Addams dans lequel la voiturette est conduite par le cousin, puis dans le film Golfeur par accident de Lasse Åberg.

## Caractéristiques techniques KR 175 / 200
- Dimensions hors tout : 2 820 × 1 220 × 1 200 mm

Empattement : 2 030 mm
Voie (écartement des roues avant) : 920 / 1 080 mm
- Moteur Fichtel & Sachs, monocylindre deux temps

Alésage x course : 62 × 58 / 65 × 58 mm
Cylindrée : 173 / 191 cm3
Puissance : 9 / 10,2 ch à 5 250 tr/min
Compression : 6,5:1
Carburateur : 1 (marque Bing)
Refroidissement par air forcé (soufflante)
Lubrification par mélange 1:25
- Transmission

transmission primaire par chaîne
Embrayage : 3 / 4 disques en bain d'huile
Boîte de vitesses : 4 rapports
marche arrière : absente sur le kr 175, par inversion de sens de rotation du moteur sur le KR 200
Transmission secondaire à la roue arrière par chaîne sous carter étanche
- Train roulant

train avant : demi bras (essieu brisé)
train arrière : bras oscillant
- Suspensions par blocs caoutchouc

Amortissement hydraulique sur le KR 200 seulement
- Pneumatiques : 4,00" × 8" puis 4,40 × 8" (KR 200)
- Direction

quasi directe avec guidon type moto
Rayon de braquage : 8 m
- Électricité

générateur 45 / 90 W
Batterie : 6 V 7Ah / 12 V 14 Ah
phares 25 / 35 W
- Poids à vide : 220 / 240 kg

Poids total : 360 / 420 kg
- Vitesse maxi. : env. 80 / 98 km/h
- Consommation : env. 4,0 / 4,5 l/100 km
- Réservoir : 11,5 / 12,5 litres (situé au-dessus du moteur)
- Fabrication : de mars 1953 à mars 1955 pour le KR 175), de 1955 à 1964 pour le KR 200